# FLASHE
FLASHE (フラッシュ、朝:  플래쉬）は 韓国の4人組ガールズグループ。Flasheエンターテインメント所属。
グループ名は「輝く彼女たち」の意味で、コンセプトは”癒しドル（ヒーリングアイドル）”。

## 略歴
2012年
- 7月4日 韓国で1stシングル「Drop It Pop It」をリリース。5人組ガールズグループとしてデビューした。

2013年
- 10月10日 2ndシングル「Oh Ye Yo」をリリース。

2014年
- 1月3日 デジタルシングル「OH, YE, YO (Rock Ver.)」をリリース。
- 4月30日 デジタルシングル「The Flowers」をリリース。
- 5月20日 3rdシングル「Hey you」をリリース。

2015年
- 1月7日 4thシングル「My Day」をリリース。
- 7月29日 デジタルシングル「별의별 (The Star of stars)」をリリース。

2016年
- 1月7日 5thシングル「Lip Bomb」をリリース[2]。
- 8月8日 6thシングル「이쁜걸（IPPN GIRL）」をリリース。

2017年
- 8月28日 デジタルシングル「FLASHE Season Album」をリリース[3]。

2018年
- 7月3日 デジタルシングル「Baby Lotion」をリリース[4]。
- 11月5日〜18日 新大久保K-Stage O! にて「FLASHE JAPANライブ」を開催予定であったが、会場の都合により中止。[1]
- 11月20日 CULTURE BRIDGEにて「FLASHE mini album プロジェクト」を開始[5]。
- 12月6日、7日、9日 新宿STAR CRANEにて「FLASHE 東京公演」を開催。

2019年
- 1月4日〜10日  新大久保K-Stage O! にて「FLASHE SPECIAL LIVE in TOKYO」を開催。
- 3月21日〜24日、新宿スタークレーンにて「FLASHE "Memory" LIVE in TOKYO」を開催予定。

## メンバー
| 名前                   | プロフィール |
| ---------------------- | --- |
| ナレ 나래 Narae        | - 本名：カン・ナレ（(강나래） - 生年月日： 1990年3月14日（35歳） - 身長：163cm - 活動期間：2012-現在 - ポジション：リーダー、ラッパー |
| セリョン 세령 Seryeong | - 本名：イム・セリョン（임세령） - 生年月日： 1992年3月3日（33歳） - 身長：165cm - ポジション：ボーカル - 活動期間：2018-現在         |
| イェリン 예린 Yaerin   | - 本名：ソル・イェリン（설예린） - 生年月日：1996年1月 - 身長：165cm - ポジション：ボーカル - 活動期間：2017-現在                     |
| スジン 수진            | - 本名：ヨム・スジン（염수진） - 生年月日： 1997年3月9日（28歳） - 活動期間：2018-現在                                                |

## 旧メンバー
| 名前                  | プロフィール                                                                       |
| --------------------- | ---------------------------------------------------------------------------------- |
| チョア 초아 Choa      | - 活動期間：2012-2015                                                              |
| カウル 가을 Gaeul     | - 生年月日： 1991年2月18日（34歳） - 活動期間：2012-2015                           |
| ソルヒ 설희 Seolhee   | - 生年月日： 1992年3月28日（33歳） - 活動期間：2012-2015                           |
| ソンヒ 송희 Songhee   | - 生年月日： 1992年11月12日（32歳） - 活動期間：2012-2014                          |
| スア 수아 SuA         | - 生年月日： 1990年1月1日（35歳） - 活動期間：2015-2016                            |
| ゴウン 고운 GoUn      | - 生年月日： 1994年4月22日（31歳） - 活動期間：2015-2016                           |
| シヨン 시연) Siyeon   | - 生年月日： 1995年11月15日（29歳） - 活動期間：2015-2016 - 現グループ：A.B.O Lily |
| スヒョン 수현) Suhyun | - 活動期間：2017                                                                   |
| イェジ 예지 YEJI      | - 生年月日： 1990年5月12日（34歳） - 活動期間：2012-2016                           |
| ミンソ 민서 Minseo    | - 活動期間：2017-2018                                                              |

### 日本での活動
- 2012年8月16日〜17日 「韓タメDaily presents お台場韓流フェスティバル meets ラブレイン」韓流アイドルステージLIVE[注釈 1]